# Pteronymia rufocincta
Pteronymia rufocincta is een vlinder uit de familie Nymphalidae. De wetenschappelijke naam van de soort is voor het eerst geldig gepubliceerd in 1896 door Osbert Salvin.